# ميريل إدواردز غيتس
ميريل إدواردز غيتس (بالإنجليزية: Merrill Edwards Gates)‏ هو كاتب سير ومدرس أمريكي، ولد في 6 أبريل 1848 في Warsaw, New York ‏ في الولايات المتحدة، وتوفي في 11 أغسطس 1922 في ليتلتون في الولايات المتحدة.